# Rachid Hachemi
Pour les articles homonymes, voir Hachemi.
Rachid Hachemi (arabe : رشيد هاشمي) est un footballeur algérien né le 13 octobre 1975 à Remchi dans la wilaya de Tlemcen. Il évoluait au poste de milieu de terrain.

## Biographie
Rachid Hachemi évolue pendant 14 saisons avec l'équipe du WA Tlemcen.
Lors de la saison 2002-2003, il inscrit cinq buts en première division algérienne. Cette saison là, il officie à trois reprises comme capitaine, et se met en évidence en étant l'auteur d'un doublé face au CA Batna, le 6 février 2003.
Lors de la finale de la Coupe d'Algérie 1998, il est expulsé du terrain après avoir reçu deux cartons jaunes.

## Palmarès
- Vainqueur de la Coupe d'Algérie en 1998 et 2002 avec le WA Tlemcen.
- Finaliste de la Coupe de la Ligue d'Algérie en 1999 avec le WA Tlemcen.
- Vainqueur de la Coupe des clubs champions arabes en 1998 avec le WA Tlemcen.